# Exo Planet 3 – The Exo’rdium
Exo Planet #3 – The Exo’rdium (Eigenschreibweise: EXO PLANET #3 – The EXO’rDIUM) war die dritte Tournee der koreanisch-chinesischen Boyband Exo. Insgesamt wurde die Tournee von über 660.000 Menschen besucht, wodurch die Tournee zu einer der meistbesuchten einer südkoreanischen Musikgruppe wurde.

## Hintergrund
Die Tournee wurde Mitte Juni 2016 von SM Entertainment angekündigt und begann am 22. Juli 2016 in Seoul. Im Februar wurden Konzerte in Mexiko und den USA angekündigt, was die Tournee zu Exos zweiter Welttournee machte. Im April wurden die letzten beiden Konzerte am 27. und 28. Mai 2017 in Seoul angekündigt.

## Setliste
Setliste
1. MAMA
2. Monster
3. Wolf
4. Unfair
5. Playboy
6. My Lady
7. Artificial Love
8. What If
9. TENDER LOVE
10. Love Me Right
11. One and Only
12. Stronger
13. Heaven
14. Girl x Friend
15. 3.6.5.
16. Overdose
17. TRANSFORMER
18. LIGHTSABER
19. Do It Together
20. Full Moon
21. Drop That
22. Let Out The Beast
23. Lucky
24. Run

Encore
1. Growl
2. Lucky One
3. Into Your World

## Konzerte
| Datum              | Stadt        | Land                | Arena                          | Besucherzahl                | Einnahmen   |
| Asien              | Asien        | Asien               | Asien                          | Asien                       | Asien       |
| ------------------ | ------------ | ------------------- | ------------------------------ | --------------------------- | ----------- |
| 22. Juli 2016      | Seoul        | Südkorea            | Olympic Gymnastics Arena       | 84.696 (100 %)              | $10.147.250 |
| 23. Juli 2016      | Seoul        | Südkorea            | Olympic Gymnastics Arena       | 84.696 (100 %)              | $10.147.250 |
| 24. Juli 2016      | Seoul        | Südkorea            | Olympic Gymnastics Arena       | 84.696 (100 %)              | $10.147.250 |
| 29. Juli 2016      | Seoul        | Südkorea            | Olympic Gymnastics Arena       | 84.696 (100 %)              | $10.147.250 |
| 30. Juli 2016      | Seoul        | Südkorea            | Olympic Gymnastics Arena       | 84.696 (100 %)              | $10.147.250 |
| 31. Juli 2016      | Seoul        | Südkorea            | Olympic Gymnastics Arena       | 84.696 (100 %)              | $10.147.250 |
| 10. September 2016 | Bangkok      | Thailand            | Impact Arena Muang Thong Thani | 26.984 (100 %)              | $3.403.336  |
| 11. September 2016 | Bangkok      | Thailand            | Impact Arena Muang Thong Thani | 26.984 (100 %)              | $3.403.336  |
| 13. September 2016 | Hiroshima    | Japan               | Hiroshima Green Arena          | 16.396 (100 %)              | $2.309.722  |
| 14. September 2016 | Hiroshima    | Japan               | Hiroshima Green Arena          | 16.396 (100 %)              | $2.309.722  |
| 30. September 2016 | Hangzhou     | Volksrepublik China | Huanglong Stadium              | 12.634 (100 %)              | $1.502.311  |
| 2. Oktober 2016    | Fukuoka      | Japan               | Fukuoka Convention Center      | 32.694 (100 %)              | $4.554.690  |
| 3. Oktober 2016    | Fukuoka      | Japan               | Fukuoka Convention Center      | 32.694 (100 %)              | $4.554.690  |
| 4. Oktober 2016    | Fukuoka      | Japan               | Fukuoka Convention Center      | 32.694 (100 %)              | $4.554.690  |
| 12. Oktober 2016   | Hokkaidō     | Japan               | Makomanai-Hallenstadion        | 18.589 (100 %)              | $2.617.925  |
| 13. Oktober 2016   | Hokkaidō     | Japan               | Makomanai-Hallenstadion        | 18.589 (100 %)              | $2.617.925  |
| 7. November 2017   | Aichi        | Japan               | Nippon Gaishi Hall             | 27.371 (100 %)              | $3.859.587  |
| 8. November 2017   | Aichi        | Japan               | Nippon Gaishi Hall             | 27.371 (100 %)              | $3.859.587  |
| 9. November 2017   | Aichi        | Japan               | Nippon Gaishi Hall             | 27.371 (100 %)              | $3.859.587  |
| 26. November 2017  | Taipeh       | Taiwan              | Taipei Arena                   | 23.834 (100 %)              | $3.143.235  |
| 27. November 2017  | Taipeh       | Taiwan              | Taipei Arena                   | 23.834 (100 %)              | $3.143.235  |
| 30. November 2017  | Tokyo        | Japan               | Tokyo Dome                     | 104.978 (100 %)             | $10.498.612 |
| 1. Dezember 2016   | Tokyo        | Japan               | Tokyo Dome                     | 104.978 (100 %)             | $10.498.612 |
| 9. Dezember 2016   | Osaka        | Japan               | Kyocera Dome                   | 135.720 (100 %)             | $13.576.159 |
| 10. Dezember 2016  | Osaka        | Japan               | Kyocera Dome                   | 135.720 (100 %)             | $13.576.159 |
| 11. Dezember 2016  | Osaka        | Japan               | Kyocera Dome                   | 135.720 (100 %)             | $13.576.159 |
| 11. Februar 2017   | Hongkong     | Hongkong            | AsiaWorld–Expo                 | 25.784 (100 %)              | $3.437.272  |
| 12. Februar 2017   | Hongkong     | Hongkong            | AsiaWorld–Expo                 | 25.784 (100 %)              | $3.437.272  |
| 25. Februar 2017   | Manila       | Philippinen         | Smart Araneta Coliseum         | 20.306 (100 %)              | $3.024.528  |
| 26. Februar 2017   | Manila       | Philippinen         | Smart Araneta Coliseum         | 20.306 (100 %)              | $3.024.528  |
| 18. März 2017      | Kuala Lumpur | Malaysia            | Stadium Merdeka                | 26.183 (100 %)              | $2.597.138  |
| 2. April 2017      | Singapur     | Singapur            | Singapore Indoor Stadium       | 10.904 (100 %)              | $1.703.219  |
| Nordamerika        |              |                     |                                |                             |             |
| 25. April 2017     | Newark       | Vereinigte Staaten  | Prudential Center              | 5.999 (54,7 %)              | $998.411    |
| 27. April 2017     | Mexiko-Stadt | Mexiko              | Mexico City Arena              | 12.784 (90 %)               | $1.917.213  |
| 28. April 2017     | Inglewood    | Vereinigte Staaten  | The Forum                      | 8.668 (89 %)                | $1.436.158  |
| Asien              |              |                     |                                |                             |             |
| 27. Mai 2017       | Seoul        | Südkorea            | Olympiastadion Seoul           | 70.000 (100 %)              | $9.243.362  |
| 28. Mai 2017       | Seoul        | Südkorea            | Olympiastadion Seoul           | 70.000 (100 %)              | $9.243.362  |
| Insgesamt          | Insgesamt    | Insgesamt           | Insgesamt                      | 664.524 / 671.977 (98,89 %) | $79.970.129 |